# Sayyad-4
Die Sayyad-4 (deutsch für ‚Jäger 4‘) ist eine iranische Flugabwehrrakete hoher Reichweite, die im Jahr 2014 der Öffentlichkeit vorgestellt wurde.

## Technik
Der Sayyad-4-Lenkflugkörper ähnelt äußerlich der Sayyad-3, ist allerdings größer und etwas konischer als sein Vorgänger. Sie weist zudem Ähnlichkeiten zur russischen Fakel 48N6E/E2 auf. Zur Ausrichtung seiner Flugbahn verfügt die Sayyad-4 über Schubvektorsteuerung (TVC) und als Zielortungmethode wird entweder Seeker-Aided Ground Guidance (SAGG) oder Track-via-Missile (TVM) eingesetzt. Gestartet werden können die Sayyad-4-Lenkflugkörper mittels Senkrechtstartanlagen (VLS), die aufgrund ihrer quadratischen Form denen des MIM-104-Patriot-Flugabwehrraketensystems ähneln. Die effektive Reichweite der Rakete soll 200 km betragen und die Dienstgipfelhöhe 27 km.

## Verwendung
Eingesetzt wird die Sayyad-4-Boden-Luft-Lenkwaffe im Bavar-373-Flugabwehrraketensystem, welches im August 2019 im Iran in den Dienst gestellt wurde.

## Nutzer
- Iran
  - Flugabwehrkräfte der iranischen Armee